# Llista d'asteroides/161801-161900
| Nom      | Designació provisional | Data de descobriment   | Lloc de descobriment | Descobridor/s                         |
| -------- | ---------------------- | ---------------------- | -------------------- | ------------------------------------- |
| 161801 - | 2006 VS64              | 11 de novembre de 2006 | Kitt Peak            | Spacewatch                            |
| 161802 - | 2006 VN75              | 11 de novembre de 2006 | Kitt Peak            | Spacewatch                            |
| 161803 - | 2006 VL85              | 13 de novembre de 2006 | Kitt Peak            | Spacewatch                            |
| 161804 - | 2006 VO87              | 14 de novembre de 2006 | Catalina             | CSS                                   |
| 161805 - | 2006 VQ89              | 14 de novembre de 2006 | Kitt Peak            | Spacewatch                            |
| 161806 - | 2006 VZ92              | 15 de novembre de 2006 | Mount Lemmon         | Mount Lemmon Survey                   |
| 161807 - | 2006 VS96              | 10 de novembre de 2006 | Kitt Peak            | Spacewatch                            |
| 161808 - | 2006 VT119             | 14 de novembre de 2006 | Kitt Peak            | Spacewatch                            |
| 161809 - | 2006 VM144             | 15 de novembre de 2006 | Mount Lemmon         | Mount Lemmon Survey                   |
| 161810 - | 2006 VO147             | 15 de novembre de 2006 | Catalina             | CSS                                   |
| 161811 - | 2006 VL168             | 14 de novembre de 2006 | Mount Lemmon         | Mount Lemmon Survey                   |
| 161812 - | 2006 WV24              | 17 de novembre de 2006 | Mount Lemmon         | Mount Lemmon Survey                   |
| 161813 - | 2006 WW26              | 18 de novembre de 2006 | Socorro              | LINEAR                                |
| 161814 - | 2006 WS27              | 22 de novembre de 2006 | 7300 Observatory     | W. K. Y. Yeung                        |
| 161815 - | 2006 WK30              | 24 de novembre de 2006 | Trois-Rivières       | Trois-Rivières (probably É. J. Allen) |
| 161816 - | 2006 WB45              | 16 de novembre de 2006 | Socorro              | LINEAR                                |
| 161817 - | 2006 WL66              | 17 de novembre de 2006 | Mount Lemmon         | Mount Lemmon Survey                   |
| 161818 - | 2006 WB86              | 18 de novembre de 2006 | Socorro              | LINEAR                                |
| 161819 - | 2006 WS86              | 18 de novembre de 2006 | Socorro              | LINEAR                                |
| 161820 - | 2006 WG89              | 18 de novembre de 2006 | Socorro              | LINEAR                                |
| 161821 - | 2006 WP101             | 19 de novembre de 2006 | Catalina             | CSS                                   |
| 161822 - | 2006 WO103             | 19 de novembre de 2006 | Kitt Peak            | Spacewatch                            |
| 161823 - | 2006 WG104             | 19 de novembre de 2006 | Kitt Peak            | Spacewatch                            |
| 161824 - | 2006 WN131             | 17 de novembre de 2006 | Kitt Peak            | Spacewatch                            |
| 161825 - | 2006 WE135             | 18 de novembre de 2006 | Socorro              | LINEAR                                |
| 161826 - | 2006 WX148             | 20 de novembre de 2006 | Kitt Peak            | Spacewatch                            |
| 161827 - | 2006 WX151             | 21 de novembre de 2006 | Socorro              | LINEAR                                |
| 161828 - | 2006 WF178             | 23 de novembre de 2006 | Mount Lemmon         | Mount Lemmon Survey                   |
| 161829 - | 2006 XQ8               | 9 de desembre de 2006  | Palomar              | NEAT                                  |
| 161830 - | 2006 XZ25              | 12 de desembre de 2006 | Catalina             | CSS                                   |
| 161831 - | 2006 XZ32              | 10 de desembre de 2006 | Kitt Peak            | Spacewatch                            |
| 161832 - | 2006 XV36              | 11 de desembre de 2006 | Kitt Peak            | Spacewatch                            |
| 161833 - | 2006 XC49              | 13 de desembre de 2006 | Mount Lemmon         | Mount Lemmon Survey                   |
| 161834 - | 2006 XU50              | 13 de desembre de 2006 | Mount Lemmon         | Mount Lemmon Survey                   |
| 161835 - | 2006 XY50              | 13 de desembre de 2006 | Mount Lemmon         | Mount Lemmon Survey                   |
| 161836 - | 2006 XX57              | 14 de desembre de 2006 | Socorro              | LINEAR                                |
| 161837 - | 2006 XZ63              | 11 de desembre de 2006 | Catalina             | CSS                                   |
| 161838 - | 2006 XO66              | 13 de desembre de 2006 | Mount Lemmon         | Mount Lemmon Survey                   |
| 161839 - | 2006 YB7               | 20 de desembre de 2006 | Palomar              | NEAT                                  |
| 161840 - | 2006 YC16              | 21 de desembre de 2006 | Kitt Peak            | Spacewatch                            |
| 161841 - | 2006 YN18              | 23 de desembre de 2006 | Mount Lemmon         | Mount Lemmon Survey                   |
| 161842 - | 2007 AV7               | 9 de gener de 2007     | Kitt Peak            | Spacewatch                            |
| 161843 - | 2007 AZ7               | 9 de gener de 2007     | Palomar              | NEAT                                  |
| 161844 - | 2007 AZ9               | 8 de gener de 2007     | Mount Lemmon         | Mount Lemmon Survey                   |
| 161845 - | 2007 AK18              | 9 de gener de 2007     | Catalina             | CSS                                   |
| 161846 - | 2007 AG21              | 10 de gener de 2007    | Mount Lemmon         | Mount Lemmon Survey                   |
| 161847 - | 2007 AP24              | 15 de gener de 2007    | Catalina             | CSS                                   |
| 161848 - | 2007 AZ25              | 15 de gener de 2007    | Anderson Mesa        | LONEOS                                |
| 161849 - | 2007 AL27              | 15 de gener de 2007    | Catalina             | CSS                                   |
| 161850 - | 2007 BY7               | 24 de gener de 2007    | RAS                  | A. Lowe                               |
| 161851 - | 2007 BQ8               | 16 de gener de 2007    | Catalina             | CSS                                   |
| 161852 - | 2007 BP18              | 17 de gener de 2007    | Mount Lemmon         | Mount Lemmon Survey                   |
| 161853 - | 2007 BR19              | 23 de gener de 2007    | Anderson Mesa        | LONEOS                                |
| 161854 - | 2007 BQ29              | 24 de gener de 2007    | Socorro              | LINEAR                                |
| 161855 - | 2007 BH30              | 24 de gener de 2007    | Catalina             | CSS                                   |
| 161856 - | 2007 BL40              | 24 de gener de 2007    | Mount Lemmon         | Mount Lemmon Survey                   |
| 161857 - | 2007 BU40              | 24 de gener de 2007    | Mount Lemmon         | Mount Lemmon Survey                   |
| 161858 - | 2007 BD42              | 24 de gener de 2007    | Catalina             | CSS                                   |
| 161859 - | 2007 BN42              | 24 de gener de 2007    | Catalina             | CSS                                   |
| 161860 - | 2007 BP43              | 24 de gener de 2007    | Catalina             | CSS                                   |
| 161861 - | 2007 BX44              | 25 de gener de 2007    | Catalina             | CSS                                   |
| 161862 - | 2007 BJ49              | 17 de gener de 2007    | Kitt Peak            | Spacewatch                            |
| 161863 - | 2007 BP50              | 23 de gener de 2007    | Socorro              | LINEAR                                |
| 161864 - | 2007 BE53              | 24 de gener de 2007    | Kitt Peak            | Spacewatch                            |
| 161865 - | 2007 BX59              | 26 de gener de 2007    | Anderson Mesa        | LONEOS                                |
| 161866 - | 2007 BF70              | 27 de gener de 2007    | Mount Lemmon         | Mount Lemmon Survey                   |
| 161867 - | 2007 CD                | 5 de febrer de 2007    | RAS                  | A. Lowe                               |
| 161868 - | 2007 CQ                | 5 de febrer de 2007    | Palomar              | NEAT                                  |
| 161869 - | 2007 CW5               | 8 de febrer de 2007    | RAS                  | A. Lowe                               |
| 161870 - | 2007 CC7               | 6 de febrer de 2007    | Kitt Peak            | Spacewatch                            |
| 161871 - | 2007 CE12              | 6 de febrer de 2007    | Kitt Peak            | Spacewatch                            |
| 161872 - | 2007 CM13              | 7 de febrer de 2007    | Mount Lemmon         | Mount Lemmon Survey                   |
| 161873 - | 2007 CG15              | 7 de febrer de 2007    | Catalina             | CSS                                   |
| 161874 - | 2007 CS22              | 6 de febrer de 2007    | Palomar              | NEAT                                  |
| 161875 - | 2007 CK25              | 8 de febrer de 2007    | Kitt Peak            | Spacewatch                            |
| 161876 - | 2007 CW28              | 6 de febrer de 2007    | Palomar              | NEAT                                  |
| 161877 - | 2007 CR34              | 6 de febrer de 2007    | Palomar              | NEAT                                  |
| 161878 - | 2007 CL36              | 6 de febrer de 2007    | Mount Lemmon         | Mount Lemmon Survey                   |
| 161879 - | 2007 CT40              | 7 de febrer de 2007    | Kitt Peak            | Spacewatch                            |
| 161880 - | 2007 CP44              | 8 de febrer de 2007    | Palomar              | NEAT                                  |
| 161881 - | 2007 CS45              | 8 de febrer de 2007    | Palomar              | NEAT                                  |
| 161882 - | 2007 CM46              | 8 de febrer de 2007    | Mount Lemmon         | Mount Lemmon Survey                   |
| 161883 - | 2007 CU46              | 8 de febrer de 2007    | Palomar              | NEAT                                  |
| 161884 - | 2007 CD54              | 10 de febrer de 2007   | Catalina             | CSS                                   |
| 161885 - | 2007 CF56              | 15 de febrer de 2007   | Catalina             | CSS                                   |
| 161886 - | 2007 CO58              | 10 de febrer de 2007   | Palomar              | NEAT                                  |
| 161887 - | 2007 CG59              | 10 de febrer de 2007   | Catalina             | CSS                                   |
| 161888 - | 2007 CP62              | 13 de febrer de 2007   | Socorro              | LINEAR                                |
| 161889 - | 2007 DP3               | 16 de febrer de 2007   | Mount Lemmon         | Mount Lemmon Survey                   |
| 161890 - | 2007 DT3               | 16 de febrer de 2007   | Mount Lemmon         | Mount Lemmon Survey                   |
| 161891 - | 2007 DW10              | 17 de febrer de 2007   | Kitt Peak            | Spacewatch                            |
| 161892 - | 2007 DK19              | 17 de febrer de 2007   | Kitt Peak            | Spacewatch                            |
| 161893 - | 2007 DJ23              | 17 de febrer de 2007   | Kitt Peak            | Spacewatch                            |
| 161894 - | 2007 DZ29              | 17 de febrer de 2007   | Kitt Peak            | Spacewatch                            |
| 161895 - | 2007 DV30              | 17 de febrer de 2007   | Kitt Peak            | Spacewatch                            |
| 161896 - | 2007 DE34              | 17 de febrer de 2007   | Kitt Peak            | Spacewatch                            |
| 161897 - | 2007 DQ41              | 21 de febrer de 2007   | Mount Lemmon         | Mount Lemmon Survey                   |
| 161898 - | 2007 DS44              | 17 de febrer de 2007   | Palomar              | NEAT                                  |
| 161899 - | 2007 DZ44              | 19 de febrer de 2007   | Mount Lemmon         | Mount Lemmon Survey                   |
| 161900 - | 2007 DF47              | 21 de febrer de 2007   | Mount Lemmon         | Mount Lemmon Survey                   |